# Dunia Engine
 (octobre 2019).
Si vous disposez d'ouvrages ou d'articles de référence ou si vous connaissez des sites web de qualité traitant du thème abordé ici, merci de compléter l'article en donnant les références utiles à sa vérifiabilité et en les liant à la section « Notes et références ».
Le Dunia Engine est un moteur de jeu interne à Ubisoft, utilisé pour la série des Far Cry depuis Far Cry 2.
Créé par Kirmaan Aboobaker, alors salarié de Crytek, son nom signifie « monde » en arabe et en perse[réf. nécessaire]. Il est basé sur le CryEngine mais a été fortement modifié par les équipes d'Ubisoft Montréal.

## Spécifications

### Dunia Engine 1.0
- Météo dynamique
- Propagation dynamique du feu (influencé par le système météorologique)
- Éclairage volumétrique
- Physique (la plupart des objets peuvent être déplacés/jetés y compris les humains morts).
- Cycle jour/nuit
- Système de musique dynamique
- Prise en charge de grandes cartes
- IA non scriptée
- Radiosité
- AmBX

Dunia Engine tire profit de DirectX 10 sur Windows Vista, mais il est également conçu pour fonctionner sur DirectX 9c.

### Dunia Engine 2.0
- Nouvelles technologies de l'eau
- Système météorologique réaliste
- Nouvelle technologie de l'IA
- Nouveau système d'animation intégré
- Expressions faciales réalistes
- Technologie de capture de mouvement
- Illumination globale

Cette seconde version tire profit de DirectX 10 et DirectX 11 sur Windows Vista et Windows 7.

## Jeux utilisant Dunia Engine

### Version 1.0
- Far Cry 2 (2008)
- James Cameron's Avatar: The Game (2009)

### Version 2.0
- Far Cry 3 (2012)
- Far Cry 3: Blood Dragon (2013)
- Far Cry 4 (2014)
- Far Cry Primal (2016)
- Far Cry 5 (2018)
- Far Cry: New Dawn (2019)
- Far Cry 6 (2021)